# تحلل النواة
تحلل النواة (Karyolysis أو Caryolysis) هو الانحلال الكامل لكروماتين الخلية المحتضرة بسبب التحلل الأنزيمي بواسطة النوكليازات الداخلية. سوف تتلون الخلية بأكملها في النهاية بشكل موحد مع يوزين بعد تحلل النواة. عادة ما يرتبط بتمزق النواة ويحدث بشكل رئيسي نتيجة النخر، بينما في موت الخلايا المبرمج التالي لتمزق النواة، عادة ما تذوب النواة في أجسام موت الخلايا المبرمج.
يمكن رؤية تفكك السيتوبلازم، وتغلظ النوى، وانحلال نوى الخلايا الانتقالية المبعثرة في البول من الأفراد الأصحاء وكذلك في البول الذي يحتوي على خلايا خبيثة. قد يكون لديها بعض خصائص الورم الخبيث، وبالتالي من المهم أن يُميَّز بينها بدقة.

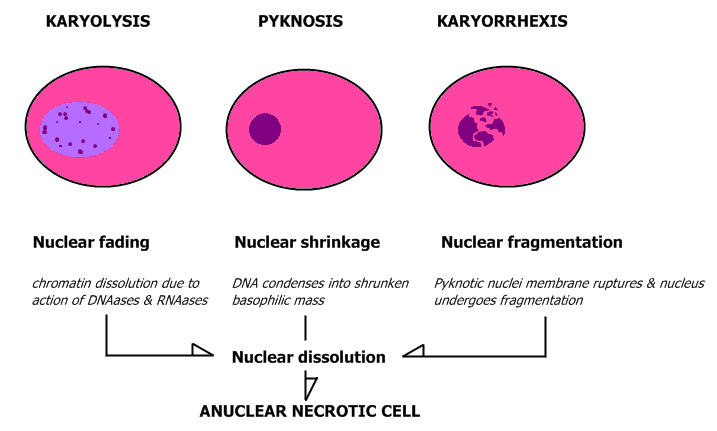

الخصائص المورفولوجية لأشكال مختلفة من تدمير النواة.